# میناخون
میناخون یک روستا در ایران است که در دهستان براکوه واقع شده‌است. میناخون ۱۲۱ نفر جمعیت دارد.